# Campionato svizzero di hockey su ghiaccio 1936-1937

## Campionato Internazionale

### Partecipanti
Berna · 
 Château-d'Œx · 
 Davos · 
 Akademischer EHC Zürich · 
 Grasshopper Zürich · 
 NEHC Basel · 
 St. Moritz · 
 Zürcher SC

### Verdetti
| Campionato Internazionale 1936-1937 |
| ----------------------------------- |
| Davos                               |